# Copa de la Liga Profesional 2023
La Copa de la Liga Profesional de Fútbol de AFA 2023 (conosciuta anche come Copa de la Liga Profesional 2023, Copa de la Liga 2023, Copa Sur Finanzas per motivi di sponsorizzazione, oppure semplicemente Copa 2023), è stata la 4ª edizione dell'omonima coppa nazionale argentina organizzata dalla Liga Profesional de Fútbol Argentino, organismo interno alla AFA. La competizione ha avuto inizio il 17 agosto 2023 e si è conclusa il 16 dicembre 2023.
Al torneo hanno preso le 28 squadre che hanno partecipato alla Liga Profesional 2023. Ad aggiudicarsi il torneo è stato il Rosario Central, che in tal modo ha ottenuto il 7º titolo a livello nazionale della sua storia, nonché la qualificazione alla Coppa Libertadores 2024 e al Trofeo de Campeones de la Liga Profesional 2023. Al termine del torneo sono state determinate anche le due squadre retrocesse in Primera B Nacional, ovvero l'Arsenal e il Colón.

## Formula
Le 28 squadre partecipanti sono state divise in due gironi (zones) da 14 squadre ognuno; ogni squadra ha affrontato in un girone di sola andata ogni altra squadra del proprio girone per un totale di 13 partite, a cui si è aggiunta una giornata ulteriore di clasicos interzonali. Le quattro squadre meglio classificatesi di ogni zona hanno ottenuto l'accesso alla fase finale del torneo.
Nella fase finale, ad eliminazione diretta, le otto squadre qualificate si sono scontrate in un torneo che prevedeva quarti di finale, semifinali e finale. In caso di parità al termine dei tempi regolamentari, il regolamento prevedeva la disputa direttamente dei calci di rigore, ad eccezione della finale (nel qual caso si sarebbe disputato un tempo supplementare).

## Sorteggi
I sorteggi per comporre le due zone hanno avuto luogo il 3 novembre 2022; le squadre sono state divise in due gruppi tenendo conto delle tredici clasicos da disputarsi fra club di diversi gruppi.
| Zona A | Zona B |
| --- | --- |
| - Boca Juniors - Independiente - Huracán - Newell's Old Boys - Estudiantes (LP) - Colón (SF) - Banfield - Argentinos Juniors - Tigre - Belgrano - Godoy Cruz - Atl. Tucumán - Arsenal Sarandí - Barracas Central | - River Plate - Racing Club - San Lorenzo - Rosario Central - Gimnasia (LP) - Unión (SF) - Lanús - Platense - Vélez Sarsfield - Talleres (C) - Instituto (C) - Central Córdoba (SdE) - Defensa y Justicia - Sarmiento (J) |

## Allenatori e primatisti
In corsivo gli allenatori con incarico ad interim.
| Squadra               | Allenatore                                                                 | Calciatore più presente (tra parentesi il numero delle presenze) | Capocannoniere (tra parentesi il numero di gol segnati) |
| --------------------- | -------------------------------------------------------------------------- | ---------------------------------------------------------------- | ------------------------------------------------------- |
| Argentinos Juniors    | Gabriel Milito (1-2) Cristian Zermatten (3) Pablo Guede (4-14)             | Federico Redondo (14)                                            | Luciano Gondou (9)                                      |
| Arsenal Sarandí       | Federico Vilar (1-4) Darío Espínola (5-14)                                 | 3 giocatori (14)                                                 | Juan Cejas (4)                                          |
| Atl. Tucumán          | Gómez - Orsi (1-14)                                                        | 5 giocatori (14)                                                 | Mateo Coronel Marcelo Estigarribia (3)                  |
| Banfield              | Julio César Falcioni (1-...)                                               | 6 giocatori (15)                                                 | Milton Giménez Jesús Soraire (2)                        |
| Barracas Central      | Sergio Rondina (1-14)                                                      | Francisco Álvarez Iván Tapia (14)                                | Alexis Domínguez Iván Tapia (2)                         |
| Belgrano              | Guillermo Farré (1-...)                                                    | 7 giocatori (15)                                                 | Lucas Passerini                                         |
| Boca Juniors          | Jorge Almirón (1-11) Mariano Herrón (12-14)                                | Campuzano (13)                                                   | Miguel Merentiel (7)                                    |
| Central Córdoba (SdE) | Omar De Felippe (1-14)                                                     | 6 giocatori (14)                                                 | Luis Rodríguez Mateo Sanabria (3)                       |
| Colón (SF)            | Néstor Gorosito (1-10) Israel Damonte (11-14)                              | 3 giocatori (15)                                                 | Tomás Galván (5)                                        |
| Defensa y Justicia    | Julio Vaccari (1-14)                                                       | Lucas Pratto (13)                                                | Lucas Pratto (3)                                        |
| Estudiantes (LP)      | Eduardo Domínguez (1-14)                                                   | Mariano Andújar (14)                                             | Mauro Boselli (4)                                       |
| Gimnasia (LP)         | Sebastián Romero (1-3) Leonardo Madelón (4-14)                             | Pablo de Blasis (15)                                             | Cristian Tarragona (4)                                  |
| Godoy Cruz            | Daniel Oldrá (1-...)                                                       | 5 giocatori (16)                                                 | Tadeo Allende (4)                                       |
| Huracán               | Diego Martínez (1-...)                                                     | Lucas Cháves Walter Mazzantti (15)                               | Matías Cóccaro (6)                                      |
| Independiente         | Ricardo Zielinski (1) Carlos Tévez (2-14)                                  | 4 giocatori (14)                                                 | Matías Giménez (5)                                      |
| Instituto (C)         | Diego Dabove (1-14)                                                        | 5 giocatori (14)                                                 | Adrián Martínez (5)                                     |
| Lanús                 | Frank Darío Kudelka (1-3) Sebastián Salomón (4-8) Ricardo Zielinski (9-14) | Cristian Lema Pedro de la Vega (13)                              | Leandro Díaz (3)                                        |
| Newell's Old Boys     | Gabriel Heinze (1-14)                                                      | 4 giocatori (14)                                                 | 3 giocatori (2)                                         |
| Platense              | Martín Palermo (1-...)                                                     | 3 giocatori (17)                                                 | Ronaldo Martínez (5)                                    |
| Racing Club           | Fernando Gago (1-7) Grazzini - Videla (8-...)                              | Juan Quintero (14)                                               | Juan Quintero Baltasar Rodríguez (5)                    |
| River Plate           | Martín Demichelis (1-...)                                                  | Ezequiel Barco (16)                                              | Salomón Rondón (6)                                      |
| Rosario Central       | Miguel Ángel Russo (1-...)                                                 | 3 giocatori (17)                                                 | Jaminton Campaz (6)                                     |
| San Lorenzo           | Rubén Darío Insúa (1-14)                                                   | 4 giocatori (14)                                                 | Adam Bareiro (7)                                        |
| Sarmiento (J)         | Pablo Lavallén (1-10) Facundo Sava (11-14)                                 | 4 giocatori (14)                                                 | Juan Kaprof Guido Mainero (2)                           |
| Talleres (C)          | Javier Gandolfi (1-14)                                                     | Gastón Benavídez Guido Herrera (14)                              | Ramón Sosa (4)                                          |
| Tigre                 | Juan Manuel Sara (1-2) Lucas Pusineri (3-14)                               | 4 giocatori (14)                                                 | Ezequiel Forclaz Brian Luciatti (2)                     |
| Unión (SF)            | Kily González (1-14)                                                       | 4 giocatori (14)                                                 | Gonzalo Morales (4)                                     |
| Vélez Sarsfield       | Sebastián Méndez (1-14)                                                    | 5 giocatori (14)                                                 | Claudio Aquino (5)                                      |

## Fase a gironi

### ClassificaZona A
| Pos. | Squadra            | Pt | G  | V | N | P | GF | GS | DR  |
| ---- | ------------------ | -- | -- | - | - | - | -- | -- | --- |
| 1.   | Huracán            | 26 | 14 | 8 | 2 | 4 | 19 | 11 | +8  |
| 2.   | River Plate        | 24 | 14 | 7 | 3 | 4 | 24 | 16 | +8  |
| 3.   | Banfield           | 23 | 14 | 6 | 5 | 3 | 11 | 6  | +5  |
| 4.   | Rosario Central    | 23 | 14 | 6 | 5 | 3 | 17 | 13 | +4  |
| 5.   | Independiente      | 23 | 14 | 6 | 5 | 3 | 15 | 11 | +4  |
| 6.   | Vélez Sarsfield    | 22 | 14 | 6 | 4 | 4 | 17 | 14 | +3  |
| 7.   | Instituto (C)      | 20 | 14 | 4 | 8 | 2 | 11 | 7  | +4  |
| 8.   | Colón (SF)         | 20 | 14 | 6 | 2 | 6 | 19 | 17 | +2  |
| 9.   | Talleres (C)       | 17 | 14 | 4 | 5 | 5 | 15 | 15 | 0   |
| 10.  | Atl. Tucumán       | 17 | 14 | 4 | 5 | 5 | 7  | 12 | -3  |
| 11.  | Gimnasia (LP)      | 15 | 14 | 4 | 3 | 7 | 13 | 21 | -8  |
| 12.  | Argentinos Juniors | 14 | 14 | 3 | 5 | 6 | 19 | 23 | -4  |
| 13.  | Barracas Central   | 14 | 14 | 3 | 5 | 6 | 10 | 21 | -11 |
| 14.  | Arsenal Sarandí    | 13 | 14 | 3 | 4 | 7 | 10 | 15 | -5  |

Legenda
      Squadre qualificate alla fase ad eliminazione diretta.
Note
Fonte: AFA
3 punti per la vittoria, 1 punto per il pareggio.
A parità di punti, valgono i seguenti criteri:
- Miglior differenza reti;
- Maggior numero di gol segnati;
- Miglior piazzamento nella classifica Fair Play 2023 alla conclusione del campionato.
- Sorteggio.

### ClassificaZonaB
| Pos. | Squadra               | Pt | G  | V | N | P | GF | GS | DR |
| ---- | --------------------- | -- | -- | - | - | - | -- | -- | -- |
| 1.   | Racing Club           | 24 | 14 | 6 | 6 | 2 | 22 | 16 | +6 |
| 2.   | Godoy Cruz            | 22 | 14 | 5 | 7 | 2 | 14 | 9  | +5 |
| 3.   | Belgrano              | 21 | 14 | 5 | 6 | 3 | 20 | 18 | +2 |
| 4.   | Platense              | 20 | 14 | 5 | 5 | 4 | 13 | 16 | -3 |
| 5.   | Central Córdoba (SdE) | 19 | 14 | 5 | 4 | 5 | 11 | 14 | -3 |
| 6.   | Newell's Old Boys     | 18 | 14 | 5 | 3 | 6 | 14 | 10 | +4 |
| 7.   | Boca Juniors          | 18 | 14 | 5 | 3 | 6 | 17 | 16 | +1 |
| 8.   | San Lorenzo           | 18 | 14 | 3 | 9 | 2 | 11 | 11 | 0  |
| 9.   | Estudiantes (LP)      | 17 | 14 | 4 | 5 | 5 | 11 | 13 | -2 |
| 10.  | Sarmiento (J)         | 16 | 14 | 3 | 7 | 4 | 8  | 8  | 0  |
| 11.  | Unión (SF)            | 16 | 14 | 3 | 7 | 4 | 10 | 13 | -3 |
| 12.  | Defensa y Justicia    | 14 | 14 | 3 | 5 | 6 | 12 | 16 | -4 |
| 13.  | Tigre                 | 13 | 14 | 3 | 4 | 7 | 8  | 13 | -5 |
| 14.  | Lanús                 | 12 | 14 | 2 | 6 | 6 | 9  | 14 | -5 |

Legenda
      Squadre qualificate alla fase ad eliminazione diretta.
Note
Fonte: AFA
3 punti per la vittoria, 1 punto per il pareggio.
A parità di punti, valgono i seguenti criteri:
- Miglior differenza reti;
- Maggior numero di gol segnati;
- Miglior piazzamento nella classifica Fair Play 2023 alla conclusione del campionato.
- Sorteggio.

### Risultati
| Independiente      | 0 - 1  | Colón             | 19.8.2023 | Arsenal          | 3 - 2  | Argentinos Juniors | 25.8.2023 | Gimnasia (LP)      | 1 - 2  | Independiente    | 2.9.2023 |
| Gimnasia (LP)      | 0 - 3  | Talleres (C)      | 19.8.2023 | Colón            | 2 - 0  | Gimnasia (LP)      | 25.8.2023 | Huracán            | 2 - 1  | Colón            | 2.9.2023 |
| Vélez              | 1 - 0  | Barracas Central  | 19.8.2023 | Talleres (C)     | 2 - 1  | Huracán            | 26.8.2023 | Vélez              | 2 - 0  | River Plate      | 2.9.2023 |
| Arsenal            | 0 - 1  | Instituto         | 20.8.2023 | Independiente    | 2 - 1  | Vélez              | 27.8.2023 | Instituto          | 0 - 1  | Banfield         | 3.9.2023 |
| Rosario Central    | 0 - 0  | Atl. Tucumán      | 20.8.2023 | River Plate      | 5 - 1  | Barracas Central   | 27.8.2023 | Argentinos Juniors | 2 - 2  | Atl. Tucumán     | 3.9.2023 |
| Argentinos Juniors | 3 - 2  | River Plate       | 20.8.2023 | Banfield         | 3 - 0  | Rosario Central    | 28.8.2023 | Rosario Central    | 2 - 0  | Talleres (C)     | 3.9.2023 |
| Huracán            | 2 - 0  | Banfield          | 21.8.2023 | Atl. Tucumán     | 0 - 0  | Instituto          | 28.8.2023 | Barracas Central   | 2 - 1  | Arsenal          | 4.9.2023 |
| Zona B             | Zona B | Zona B            | Zona B    | Zona B           | Zona B | Zona B             | Zona B    | Zona B             | Zona B | Zona B           | Zona B   |
| Locali             | R      | Ospiti            | Giorno    | Locali           | R      | Ospiti             | Giorno    | Locali             | R      | Ospiti           | Giorno   |
| Belgrano           | 2 - 1  | Estudiantes (LP)  | 17.8.2023 | San Lorenzo      | 2 - 2  | Belgrano           | 26.8.2023 | Central Cba (SdE)  | 3 - 2  | Platense         | 1.9.2023 |
| Unión              | 1 - 1  | Racing Club       | 18.8.2023 | Estudiantes (LP) | 1 - 3  | Unión              | 26.8.2023 | Lanús              | 2 - 2  | Godoy Cruz       | 2.9.2023 |
| Boca Juniors       | 3 - 1  | Platense          | 18.8.2023 | Newell's         | 1 - 0  | Lanús              | 26.8.2023 | Belgrano           | 1 - 1  | Newell's         | 2.9.2023 |
| Sarmiento (J)      | 2 - 0  | Tigre             | 20.8.2023 | Tigre            | 1 - 2  | Racing Club        | 26.8.2023 | Def. y Justicia    | 1 - 1  | Sarmiento (J)    | 3.9.2023 |
| Lanús              | 0 - 1  | San Lorenzo       | 20.8.2023 | Godoy Cruz       | 1 - 0  | Central Cba (SdE)  | 27.8.2023 | Boca Juniors       | 0 - 1  | Tigre            | 3.9.2023 |
| Newell's           | 2 - 0  | Central Cba (SdE) | 21.8.2023 | Platense         | 0 - 0  | Def. y Justicia    | 27.8.2023 | Racing Club        | 2 - 1  | Estudiantes (LP) | 3.9.2023 |
| Def. y Justicia    | 2 - 2  | Godoy Cruz        | 11.9.2023 | Sarmiento (J)    | 1 - 0  | Boca Juniors       | 27.8.2023 | Unión              | 1 - 1  | San Lorenzo      | 4.9.2023 |

| Gimnasia (LP)   | 2 - 1  | Vélez              | 13.9.2023 | Rosario Central    | 1 - 1  | Independiente | 19.9.2023 | Gimnasia (LP)     | 2 - 1  | Rosario Central    | 23.9.2023 |
| Independiente   | 1 - 0  | Huracán            | 14.9.2023 | Huracán            | 2 - 0  | Gimnasia (LP) | 19.9.2023 | Huracán           | 3 - 0  | Vélez              | 23.9.2023 |
| Colón           | 2 - 1  | Rosario Central    | 15.9.2023 | Barracas Central   | 1 - 0  | Banfield      | 20.9.2023 | Independiente     | 0 - 0  | Instituto          | 24.9.2023 |
| Banfield        | 0 - 1  | Argentinos Juniors | 15.9.2023 | Vélez              | 2 - 1  | Arsenal       | 20.9.2023 | Banfield          | 1 - 1  | River Plate        | 24.9.2023 |
| Atl. Tucumán    | 1 - 0  | Barracas Central   | 16.9.2023 | Instituto          | 3 - 1  | Colón         | 20.9.2023 | Colón             | 3 - 1  | Argentinos Juniors | 25.9.2023 |
| Talleres (C)    | 0 - 0  | Instituto          | 16.9.2023 | Argentinos Juniors | 3 - 1  | Talleres (C)  | 21.9.2023 | Talleres (C)      | 4 - 0  | Barracas Central   | 25.9.2023 |
| River Plate     | 3 - 1  | Arsenal            | 17.9.2023 | River Plate        | 1 - 0  | Atl. Tucumán  | 21.9.2023 | Atl. Tucumán      | 1 - 0  | Arsenal            | 25.9.2023 |
| Zona B          | Zona B | Zona B             | Zona B    | Zona B             | Zona B | Zona B        | Zona B    | Zona B            | Zona B | Zona B             | Zona B    |
| Locali          | R      | Ospiti             | Giorno    | Locali             | R      | Ospiti        | Giorno    | Locali            | R      | Ospiti             | Giorno    |
| Sarmiento (J)   | 0 - 1  | Central Cba (SdE)  | 13.9.2023 | Lanús              | 0 - 0  | Sarmiento (J) | 18.9.2023 | Boca Juniors      | 1 - 1  | Lanús              | 23.9.2023 |
| Platense        | 2 - 1  | Lanús              | 14.9.2023 | Central Cba (SdE)  | 0 - 3  | Boca Juniors  | 19.9.2023 | Central Cba (SdE) | 2 - 1  | Def. y Justicia    | 23.9.2023 |
| Tigre           | 0 - 0  | Estudiantes (LP)   | 15.9.2023 | Def. y Justicia    | 2 - 0  | Tigre         | 20.9.2023 | Newell's          | 0 - 1  | Estudiantes (LP)   | 24.9.2023 |
| Def. y Justicia | 1 - 0  | Boca Juniors       | 15.9.2023 | Estudiantes (LP)   | 0 - 0  | San Lorenzo   | 20.9.2023 | Tigre             | 0 - 0  | San Lorenzo        | 24.9.2023 |
| Newell's        | 1 - 1  | Unión              | 16.9.2023 | Racing Club        | 2 - 1  | Newell's      | 20.9.2023 | Platense          | 1 - 0  | Unión              | 25.9.2023 |
| San Lorenzo     | 1 - 1  | Racing Club        | 16.9.2023 | Belgrano           | 3 - 0  | Platense      | 21.9.2023 | Sarmiento (J)     | 0 - 0  | Belgrano           | 25.9.2023 |
| Godoy Cruz      | 0 - 0  | Belgrano           | 17.9.2023 | Unión              | 0 - 0  | Godoy Cruz    | 21.9.2023 | Godoy Cruz        | 1 - 1  | Racing Club        | 25.9.2023 |

| Tigre            | 0 - 0 | Vélez              | 29.9.2023  | Rosario Central    | 1 - 0  | Huracán         | 6.10.2023 | Banfield          | 0 - 0  | Atl. Tucumán       | 16.10.2023 |
| Arsenal          | 1 - 0 | Def. y Justicia    | 30.9.2023  | Argentinos Juniors | 0 - 0  | Independiente   | 7.10.2023 | Independiente     | 3 - 0  | Barracas Central   | 18.10.2023 |
| San Lorenzo      | 1 - 1 | Huracán            | 30.9.2023  | Instituto          | 1 - 1  | Gimnasia (LP)   | 8.10.2023 | Gimnasia (LP)     | 3 - 2  | Argentinos Juniors | 19.10.2023 |
| Rosario Central  | 1 - 0 | Newell's           | 30.9.2023  | River Plate        | 1 - 0  | Talleres (C)    | 8.10.2023 | Colón             | 2 - 2  | River Plate        | 19.10.2023 |
| Racing Club      | 0 - 2 | Independiente      | 30.9.2023  | Arsenal            | 0 - 0  | Banfield        | 9.10.2023 | Rosario Central   | 1 - 1  | Vélez              | 19.10.2023 |
| Banfield         | 1 - 0 | Lanús              | 30.9.2023  | Barracas Central   | 2 - 1  | Colón           | 9.10.2023 | Huracán           | 1 - 3  | Instituto          | 20.10.2023 |
| Boca Juniors     | 0 - 2 | River Plate        | 1.10.2023  | Vélez              | 3 - 1  | Atl. Tucumán    | 9.10.2023 | Talleres (C)      | 1 - 1  | Arsenal            | 20.10.2023 |
| Colón            | 0 - 0 | Unión              | 1.10.2023  | Zona B             | Zona B | Zona B          | Zona B    | Zona B            | Zona B | Zona B             | Zona B     |
| Estudiantes (LP) | 0 - 0 | Gimnasia (LP)      | 1.10.2023  | Locali             | R      | Ospiti          | Giorno    | Locali            | R      | Ospiti             | Giorno     |
| Talleres (C)     | 0 - 0 | Belgrano           | 1.10.2023  | San Lorenzo        | 0 - 3  | Newell's        | 7.10.2023 | Central Cba (SdE) | 0 - 0  | Lanús              | 16.10.2023 |
| Barracas Central | 1 - 1 | Sarmiento (J)      | 2.10.2023  | Lanús              | 0 - 2  | Def. y Justicia | 7.10.2023 | Def. y Justicia   | 0 - 2  | Belgrano           | 16.10.2023 |
| Godoy Cruz       | 1 - 1 | Instituto          | 2.10.2023  | Estudiantes (LP)   | 0 - 1  | Godoy Cruz      | 7.10.2023 | Platense          | 2 - 1  | Estudiantes (LP)   | 18.10.2023 |
| Platense         | 0 - 0 | Argentinos Juniors | 2.10.2023  | Central Cba (SdE)  | 1 - 0  | Tigre           | 7.10.2023 | Godoy Cruz        | 1 - 0  | San Lorenzo        | 19.10.2023 |
| Atl. Tucumán     | 0 - 0 | Central Cba (SdE)  | 2.10.2023  | Unión              | 1 - 0  | Sarmiento (J)   | 8.10.2023 | Sarmiento (J)     | 1 - 1  | Racing Club        | 19.10.2023 |
|                  |       |                    |            | Racing Club        | 1 - 2  | Platense        | 8.10.2023 | Tigre             | 0 - 2  | Newell's           | 20.10.2023 |
| Belgrano         | 4 - 3 | Boca Juniors       | 10.10.2023 | Boca Juniors       | 2 - 1  | Unión           |           |                   |        |                    | 20.10.2023 |

| Vélez              | 0 - 1  | Banfield          | 23.10.2023 | Instituto         | 0 - 1  | Vélez              | 28.10.2023 | Arsenal            | 0 - 0  | Gimnasia (LP)     | 3.11.2023 |
| Argentinos Juniors | 1 - 2  | Huracán           | 24.10.2023 | Colón             | 1 - 0  | Atl. Tucumán       | 29.10.2023 | River Plate        | 1 - 2  | Huracán           | 3.11.2023 |
| Instituto          | 0 - 0  | Rosario Central   | 24.10.2023 | Rosario Central   | 3 - 1  | Argentinos Juniors | 29.10.2023 | Argentinos Juniors | 1 - 2  | Instituto         | 4.11.2023 |
| Barracas Central   | 1 - 2  | Gimnasia (LP)     | 24.10.2023 | Gimnasia (LP)     | 1 - 2  | River Plate        | 29.10.2023 | Atl. Tucumán       | 1 - 2  | Independiente     | 4.11.2023 |
| Arsenal            | 1 - 0  | Colón             | 25.10.2023 | Independiente     | 0 - 0  | Arsenal            | 29.10.2023 | Vélez              | 1 - 1  | Talleres (C)      | 5.11.2023 |
| Atl. Tucumán       | 1 - 0  | Talleres (C)      | 25.10.2023 | Talleres (C)      | 0 - 0  | Banfield           | 30.10.2023 | Barracas Central   | 1 - 1  | Rosario Central   | 6.11.2023 |
| River Plate        | 3 - 0  | Independiente     | 25.10.2023 | Huracán           | 0 - 0  | Barracas Central   | 30.10.2023 | Banfield           | 2 - 1  | Colón             | 6.11.2023 |
| Zona B             | Zona B | Zona B            | Zona B     | Zona B            | Zona B | Zona B             | Zona B     | Zona B             | Zona B | Zona B            | Zona B    |
| Locali             | R      | Ospiti            | Giorno     | Locali            | R      | Ospiti             | Giorno     | Locali             | R      | Ospiti            | Giorno    |
| Estudiantes (LP)   | 2 - 1  | Sarmiento (J)     | 23.10.2023 | Boca Juniors      | 0 - 0  | Estudiantes (LP)   | 28.10.2023 | Unión              | 0 - 0  | Lanús             | 5.11.2023 |
| Unión              | 0 - 0  | Def. y Justicia   | 24.10.2023 | Lanús             | 2 - 0  | Belgrano           | 30.10.2023 | Racing Club        | 1 - 1  | Central Cba (SdE) | 5.11.2023 |
| Racing Club        | 2 - 1  | Boca Juniors      | 24.10.2023 | Sarmiento (J)     | 0 - 0  | San Lorenzo        | 30.10.2023 | Estudiantes (LP)   | 2 - 1  | Def. y Justicia   | 5.11.2023 |
| Belgrano           | 1 - 1  | Central Cba (SdE) | 25.10.2023 | Platense          | 0 - 0  | Newell's           | 30.10.2023 | Newell's           | 0 - 1  | Sarmiento (J)     | 5.11.2023 |
| San Lorenzo        | 1 - 1  | Platense          | 26.10.2023 | Tigre             | 1 - 0  | Godoy Cruz         | 31.10.2023 | Godoy Cruz         | 2 - 0  | Platense          | 6.11.2023 |
| Lanús              | 2 - 1  | Tigre             | 26.10.2023 | Central Cba (SdE) | 2 - 0  | Unión              | 31.10.2023 | Belgrano           | 0 - 3  | Tigre             | 6.11.2023 |
| Newell's           | 0 - 2  | Godoy Cruz        | 26.10.2023 | Def. y Justicia   | 2 - 2  | Racing Club        | 1.11.2023  | San Lorenzo        | 1 - 1  | Boca Juniors      | 8.11.2023 |

| 13ª giornata       | 13ª giornata | 13ª giornata     | 13ª giornata |                  | 14ª giornata | 14ª giornata       | 14ª giornata | 14ª giornata |
| Zona A             | Zona A       | Zona A           | Zona A       | Zona A           | Zona A       | Zona A             | Zona A       |              |
| Locali             | R            | Ospiti           | Giorno       | Locali           | R            | Ospiti             | Giorno       |              |
| ------------------ | ------------ | ---------------- | ------------ | ---------------- | ------------ | ------------------ | ------------ | ------------ |
| Gimnasia (LP)      | 1 - 2        | Atl. Tucumán     | 10.11.2023   | Vélez            | 3 - 1        | Colón              | 25.11.2023   |              |
| Argentinos Juniors | 1 - 1        | Vélez            | 11.11.2023   | Banfield         | 2 - 0        | Gimnasia (LP)      | 25.11.2023   |              |
| Rosario Central    | 3 - 1        | River Plate      | 11.11.2023   | Talleres (C)     | 3 - 2        | Independiente      | 26.11.2023   |              |
| Huracán            | 1 - 0        | Arsenal          | 11.11.2023   | Atl. Tucumán     | 0 - 2        | Huracán            | 26.11.2023   |              |
| Colón              | 3 - 0        | Talleres (C)     | 12.11.2023   | Arsenal          | 1 - 2        | Rosario Central    | 26.11.2023   |              |
| Independiente      | 0 - 0        | Banfield         | 12.11.2023   | River Plate      | 0 - 0        | Instituto          | 26.11.2023   |              |
| Instituto          | 0 - 0        | Barracas Central | 13.11.2023   | Barracas Central | 1 - 1        | Argentinos Juniors | 28.11.2023   |              |
| Zona B             | Zona B       | Zona B           | Zona B       | Zona B           | Zona B       | Zona B             | Zona B       |              |
| Locali             | R            | Ospiti           | Giorno       | Locali           | R            | Ospiti             | Giorno       |              |
| Central Cba (SdE)  | 0 - 1        | Estudiantes (LP) | 10.11.2023   | Unión            | 1 - 0        | Tigre              | 25.11.2023   |              |
| Lanús              | 0 - 2        | Racing Club      | 11.11.2023   | Platense         | 1 - 0        | Sarmiento (J)      | 25.11.2023   |              |
| Def. y Justicia    | 0 - 1        | San Lorenzo      | 12.11.2023   | Godoy Cruz       | 1 - 2        | Boca Juniors       | 26.11.2023   |              |
| Boca Juniors       | 1 - 0        | Newell's         | 12.11.2023   | Estudiantes (LP) | 1 - 1        | Lanús              | 27.11.2023   |              |
| Tigre              | 1 - 1        | Platense         | 12.11.2023   | San Lorenzo      | 2 - 0        | Central Cba (SdE)  | 27.11.2023   |              |
| Belgrano           | 4 - 1        | Unión            | 12.11.2023   | Racing Club      | 4 - 1        | Belgrano           | 27.11.2023   |              |
| Sarmiento (J)      | 0 - 0        | Godoy Cruz       | 13.11.2023   | Newell's         | 3 - 0        | Def. y Justicia    | 27.11.2023   |              |

## Fase a eliminazione diretta
La seconda fase prevede un tabellone a eliminazione diretta a partire dai quarti di finale con le seguenti regole
- Nei quarti di finale ogni sfida viene disputata in campo neutro e in gara unica, dove in caso di parità si disputano i calci di rigore;
- La semifinale viene giocata in campo neutro ed in caso di parità si procede subito con i tiri di rigore;
- La finale viene giocata in campo neutro ed in caso di parità si procede prima con la disputa di un solo tempo supplementare, ed in caso di persistente parità con i tiri di rigore.

### Tabellone
|  | Quarti di finale | Quarti di finale    | Quarti di finale |                 |                     | Semifinali          | Semifinali | Semifinali |  |  | Finale | Finale | Finale |  |
|  |                  |                     |                  |                 |                     |                     |            |            |  |  |        |        |        |  |
|  | 1° A             | Huracán             | 1 (2)            |                 |                     |                     |            |            |  |  |        |        |        |  |
|  | 1° A             | Huracán             | 1 (2)            |                 |                     |                     |            |            |  |  |        |        |        |  |
|  | 4° B             | Platense (r)        | 1 (4)            |                 |                     |                     |            |            |  |  |        |        |        |  |
|  | 4° B             | Platense (r)        | 1 (4)            |                 | Platense (r)        | Platense (r)        | 1 (6)      |            |  |  |        |        |        |  |
|  |                  |                     |                  |                 | Platense (r)        | Platense (r)        | 1 (6)      |            |  |  |        |        |        |  |
|  |                  |                     | Godoy Cruz       | Godoy Cruz      | 1 (5)               |                     |            |            |  |  |        |        |        |  |
|  | 2° B             | Godoy Cruz (r)      | Godoy Cruz       | Godoy Cruz      | 1 (5)               | 0 (5)               |            |            |  |  |        |        |        |  |
|  | 2° B             | Godoy Cruz (r)      |                  |                 |                     |                     |            |            |  |  |        |        |        |  |
|  | 3° A             | Banfield            | 0 (3)            |                 |                     |                     |            |            |  |  |        |        |        |  |
|  | 3° A             | Banfield            | 0 (3)            |                 | Platense            | Platense            | 0          |            |  |  |        |        |        |  |
|  |                  |                     |                  |                 |                     |                     |            |            |  |  |        |        |        |  |
|  |                  |                     | Rosario Central  | Rosario Central | 1                   |                     |            |            |  |  |        |        |        |  |
|  | 1° B             | Racing Club         | Rosario Central  | Rosario Central | 1                   | 2 (6)               |            |            |  |  |        |        |        |  |
|  | 1° B             | Racing Club         |                  |                 |                     |                     |            |            |  |  |        |        |        |  |
|  | 4° A             | Rosario Central (r) | 2 (7)            |                 |                     |                     |            |            |  |  |        |        |        |  |
|  | 4° A             | Rosario Central (r) | 2 (7)            |                 | Rosario Central (r) | Rosario Central (r) | 0 (2)      |            |  |  |        |        |        |  |
|  |                  |                     |                  |                 | Rosario Central (r) | Rosario Central (r) | 0 (2)      |            |  |  |        |        |        |  |
|  |                  |                     | River Plate      | River Plate     | 0 (0)               |                     |            |            |  |  |        |        |        |  |
|  | 2° A             | River Plate         | River Plate      | River Plate     | 0 (0)               | 2                   |            |            |  |  |        |        |        |  |
|  | 2° A             | River Plate         |                  |                 |                     |                     |            |            |  |  |        |        |        |  |
|  | 3° B             | Belgrano            | 1                |                 |                     |                     |            |            |  |  |        |        |        |  |

### Risultati

#### Quarti di finale
| Arbitro: | Pablo Echavarría |

|                               |                      |                               |
| Mazzantti 41’                 | Marcatori            | 87’ Ferreyra                  |
| Cóccaro Tobio Alfonso Torrent | Tiri di rigore 2 – 4 | Pellegrino Suso Servetto Díaz |

Permanendo il risultato di parità sull'1-1 dopo la disputa dei tempi regolamentari, sono stati necessari i calci di rigore dai quali è uscito vincitore il Platense, che in tal modo si è qualificato per le semifinali di Copa de la Superliga.
| Arbitro: | Hernán Mastrángelo |

|                                                  |                      |                            |
| D. Rodríguez Conechny S. Rodríguez Allende López | Tiri di rigore 5 – 3 | Bisanz Insúa Remedi Quirós |

Permanendo il risultato di parità sullo 0-0 dopo la disputa dei tempi regolamentari, sono stati necessari i calci di rigore dai quali è uscito vincitore il Godoy Cruz, che in tal modo si è qualificato per le semifinali di Copa de la Superliga.
| Arbitro: | Facundo Tello |

|                          |           |               |
| Rondón 61’ Colidio 90+3’ | Marcatori | 80’ Passerini |

Con la vittoria per 2-1 ottenuta sul Belgrano, il River Plate si è qualificato per le semifinali della Copa de la Liga.
| Arbitro: | Fernando Rapallini |

|                                                              |                      |                                                         |
| Martínez 80’ Quintero 90+7’ (rig.)                           | Marcatori            | 45+6’ (rig.) Campaz 60’ Sández                          |
| Quintero Martínez Moreno Hauche Vecchio Almendra Mura Sigali | Tiri di rigore 6 – 7 | Lovera Campaz Mallo Sández Quintana Ortíz Bianchi Komar |

Permanendo il risultato di parità sul 2-2 dopo la disputa dei tempi regolamentari, sono stati necessari i calci di rigore dai quali è uscito vincitore il Rosario Central, che in tal modo si è qualificato per le semifinali di Copa de la Superliga.

#### Semifinali
| Arbitro: | Leandro Rey Hilfer |

|                                                                                 |                      |                                                                                                |
| Martínez 17’                                                                    | Marcatori            | 28’ S. Rodríguez                                                                               |
| Pellegrino Suso Picco F. Díaz Ferreyra Cacciabue Morgantini Rius Vázquez Lozano | Tiri di rigore 6 – 5 | D. Rodríguez Conechny Allende Larrosa López Muñoz R. Fernández Arce Galdames Barrios Rasmussen |

Permanendo il risultato di parità sul momentaneo 1-1 dopo la disputa dei tempi regolamentari, sono stati necessari i calci di rigore dai quali è uscito vincitore il Platense, che in tal modo si è qualificato per la finale di Copa de la Superliga.
| Arbitro: | Yael Falcón Pérez |

|                        |                      |                                        |
| Lovera Campaz Malcorra | Tiri di rigore 2 – 0 | E. Díaz Palavecino G. Martínez Lanzini |

Permanendo il risultato di parità sullo 0-0 dopo la disputa dei tempi regolamentari, sono stati necessari i calci di rigore dai quali è uscito vincitore il Rosario Central, che in tal modo si è qualificato per la finale di Copa de la Superliga.

#### Finale
| Arbitro: | Nicolás Rámirez |

|  |           |            |
|  | Marcatori | 39’ Lovera |

Battendo in finale il Platense per 1-0, il Rosario Central si è aggiudicato il titolo di campione della Copa de la Superliga.

## Tabla general
La Tabla general ha tenuto conto dei punti totalizzati dalle 28 squadre nella fase a gironi di questa Copa de la Liga Profesional e nella Liga Profesional disputata nella prima parte dell'anno. Tale graduatoria è stata utilizzata per determinare le rimanenti squadre classificate alle competizioni internazionali e una squadra che è retrocessa in Primera Nacional. Nello specifico:
- La prima squadra classificata nella Tabla general ha ottenuto il diritto di partecipare alla Supercopa Internacional 2023, nella quale sfiderà la squadra campione del Trofeo de Campeones 2023 (competizione che non è poi stata successivamente mai disputata).
- Alla Coppa Libertadores 2024 si sono qualificate le migliori 3 squadre classificate, ad esclusione del River Plate, vincitrice della Liga Profesional 2023, del Rosario Central, vincitrice della Copa de la Liga Profesional 2023, e dell'Estudiantes de La Plata, vincitrice della Copa Argentina 2023.
- Alla Coppa Sudamericana 2024 si sono qualificate le successive migliori 6 squadre classificate.
- L'ultima squadra classificata è retrocessa in Primera B Nacional insieme all'ultima squadra classificata nella Tabla de descenso. Nel caso in cui sarebbe stata la stessa squadra a classificarsi ultima in entrambe le graduatorie, a retrocedere sarebbe stata la penultima della Tabla general. Nel caso in cui vi sarebbero state due squadre ad arrivare ultime a pari punti, il regolamento prevedeva la disputa di uno spareggio per la retrocessione.

| Pos. | Squadra               | Pt | G  | V  | N  | P  | GF | GS | DR  |
| ---- | --------------------- | -- | -- | -- | -- | -- | -- | -- | --- |
| 1.   | River Plate (X)       | 85 | 41 | 26 | 7  | 8  | 74 | 36 | +38 |
| 2.   | Talleres (C)          | 67 | 41 | 18 | 13 | 10 | 57 | 38 | +19 |
| 3.   | Rosario Central       | 65 | 41 | 16 | 17 | 8  | 53 | 42 | +11 |
| 4.   | San Lorenzo           | 64 | 41 | 15 | 19 | 7  | 34 | 24 | +10 |
| 5.   | Godoy Cruz            | 63 | 41 | 16 | 15 | 10 | 51 | 41 | +10 |
| 6.   | Boca Juniors          | 62 | 41 | 18 | 8  | 15 | 50 | 40 | +10 |
| 7.   | Estudiantes (LP)      | 62 | 41 | 16 | 14 | 11 | 46 | 37 | +9  |
| 8.   | Racing Club           | 60 | 41 | 15 | 15 | 11 | 58 | 51 | +7  |
| 9.   | Defensa y Justicia    | 58 | 41 | 15 | 13 | 13 | 48 | 39 | +9  |
| 10.  | Lanús                 | 57 | 41 | 14 | 15 | 12 | 47 | 41 | +6  |
| 11.  | Belgrano              | 57 | 41 | 15 | 12 | 14 | 40 | 44 | -4  |
| 12.  | Argentinos Juniors    | 54 | 41 | 14 | 12 | 15 | 50 | 45 | +5  |
| 13.  | Atl. Tucumán          | 54 | 41 | 13 | 15 | 13 | 34 | 39 | -5  |
| 14.  | Platense              | 54 | 41 | 14 | 12 | 15 | 39 | 45 | -6  |
| 15.  | Newell's Old Boys     | 53 | 41 | 13 | 14 | 14 | 38 | 34 | +4  |
| 16.  | Banfield              | 53 | 41 | 13 | 14 | 14 | 32 | 38 | -6  |
| 17.  | Instituto (C)         | 52 | 41 | 12 | 16 | 13 | 35 | 42 | -7  |
| 18.  | Huracán               | 51 | 41 | 14 | 9  | 18 | 37 | 40 | -3  |
| 19.  | Independiente         | 51 | 41 | 12 | 15 | 14 | 38 | 43 | -5  |
| 20.  | Vélez Sarsfield       | 49 | 41 | 11 | 16 | 14 | 41 | 41 | 0   |
| 21.  | Barracas Central      | 49 | 41 | 11 | 16 | 14 | 35 | 51 | -16 |
| 22.  | Central Córdoba (SdE) | 48 | 41 | 12 | 12 | 17 | 31 | 44 | -13 |
| 23.  | Tigre                 | 47 | 41 | 12 | 11 | 18 | 35 | 42 | -7  |
| 24.  | Sarmiento (J)         | 46 | 41 | 10 | 16 | 15 | 31 | 34 | -3  |
| 25.  | Unión (SF)            | 46 | 41 | 9  | 19 | 13 | 29 | 38 | -9  |
| 26.  | Colón (SF) (Z)        | 45 | 41 | 10 | 15 | 16 | 39 | 50 | -11 |
| 27.  | Gimnasia (LP) (Z)     | 45 | 41 | 11 | 12 | 18 | 37 | 59 | -22 |
| 28.  | Arsenal Sarandí (Y)   | 35 | 41 | 9  | 8  | 24 | 28 | 49 | -21 |

Legenda
      Squadra qualificata alla Supercopa Internacional 2023.
      Squadre qualificate alla Coppa Libertadores 2024.
      Squadre qualificate alla Coppa Sudamericana 2024.
      Squadra retrocessa in Primera B Nacional 2024.
(X)   River Plate già qualificato alla Coppa Libertadores 2024 come vincitrice della Liga Profesional 2023.
(Y)   Arsenal ultimo nella Tabla de descenso.
(Z)   Gimnasia e Colón allo spareggio retrocessione.
Note
Fonte: AFA
3 punti per la vittoria, 1 punto per il pareggio.
A parità di punti, valgono i seguenti criteri:
- Miglior differenza reti;
- Maggior numero di gol segnati;
- Miglior piazzamento nella classifica Fair Play 2023 alla conclusione del campionato.
- Sorteggio.

### Spareggio retrocessione
Con l'Arsenal de Sarandí già retrocesso per via del promedio, e avendo ottenuto un pari punteggio nella Tabla anual, il Colón e il Gimnasia de La Plata si sono affrontate in uno spareggio retrocessione in campo neutro.
| Arbitro: | Andrés Merlos |

|            |           |  |
| Colazo 41’ | Marcatori |  |

Con la sconfitta subita per 1-0 contro il Gimnasia, il Colón è retrocesso in Primera B Nacional.

## Tabla de descenso
La classifica del promedio ha tenuto conto della media-punti ottenuta da ogni squadra in questa stagione e nelle due stagioni precedenti. Alla conclusione della fase a gironi di questo torneo, la squadra che occupava l'ultima posizione in questa classifica, ovvero l'Arsenal, è retrocessa in Primera Nacional.
| Pos. | Squadra               | 21 | 22 | 23 | PT  | PG  | Promedio |
| ---- | --------------------- | -- | -- | -- | --- | --- | -------- |
| 1.   | River Plate           | 75 | 76 | 85 | 236 | 120 | 1.966    |
| 2.   | Boca Juniors          | 63 | 79 | 62 | 204 | 120 | 1.700    |
| 3.   | Racing Club           | 53 | 80 | 60 | 193 | 120 | 1.608    |
| 4.   | Estudiantes (LP)      | 61 | 61 | 62 | 184 | 120 | 1.533    |
| 5.   | Defensa y Justicia    | 59 | 65 | 58 | 182 | 120 | 1.516    |
| 6.   | Talleres (C)          | 66 | 46 | 67 | 179 | 120 | 1.491    |
| 7.   | Argentinos Juniors    | 51 | 67 | 54 | 172 | 120 | 1.433    |
| 8.   | San Lorenzo           | 48 | 58 | 64 | 170 | 120 | 1.416    |
| 9.   | Huracán               | 51 | 65 | 51 | 167 | 120 | 1.391    |
| 10.  | Belgrano              | 0  | 0  | 57 | 57  | 41  | 1.390    |
| 11.  | Vélez Sarsfield       | 70 | 46 | 49 | 165 | 120 | 1.375    |
| 12.  | Gimnasia (LP)         | 51 | 65 | 45 | 161 | 120 | 1.341    |
| 13.  | Rosario Central       | 50 | 46 | 65 | 161 | 120 | 1.341    |
| 14.  | Tigre                 | 0  | 63 | 47 | 110 | 82  | 1.341    |
| 15.  | Godoy Cruz            | 46 | 51 | 63 | 160 | 120 | 1.333    |
| 16.  | Independiente         | 58 | 51 | 51 | 160 | 120 | 1.333    |
| 17.  | Newell's Old Boys     | 39 | 63 | 53 | 155 | 120 | 1.291    |
| 18.  | Colón (SF)            | 64 | 45 | 45 | 154 | 120 | 1.283    |
| 19.  | Instituto (C)         | 0  | 0  | 52 | 52  | 41  | 1.268    |
| 20.  | Atl. Tucumán          | 40 | 57 | 54 | 151 | 120 | 1.258    |
| 21.  | Barracas Central      | 0  | 53 | 49 | 102 | 82  | 1.243    |
| 22.  | Banfield              | 47 | 49 | 53 | 149 | 120 | 1.241    |
| 23.  | Lanús                 | 56 | 36 | 57 | 149 | 120 | 1.241    |
| 24.  | Unión (SF)            | 53 | 49 | 46 | 148 | 120 | 1.233    |
| 25.  | Platense              | 45 | 42 | 54 | 141 | 120 | 1.175    |
| 26.  | Central Córdoba (SdE) | 43 | 49 | 48 | 140 | 120 | 1.166    |
| 27.  | Sarmiento (J)         | 36 | 53 | 46 | 135 | 120 | 1.125    |
| 28.  | Arsenal Sarandí       | 33 | 47 | 35 | 115 | 120 | 0.958    |

Legenda
      Squadra retrocessa in Primera B Nacional 2024.
Note
Fonte: AFA
3 punti per la vittoria, 1 punto per il pareggio.
A parità di punti, valgono i seguenti criteri:
- Miglior differenza reti;
- Maggior numero di gol segnati;
- Miglior piazzamento nella classifica Fair Play 2023 alla conclusione del campionato.
- Sorteggio.

## Statistiche

### Classifica marcatori
| Gol | Rigori |  | Giocatore        | Squadra      |
| --- | ------ |  | ---------------- | ------------ |
| 10  | 0      |  | Lucas Passerini  | Belgrano     |
| 9   | 0      |  | Luciano Gondou   | Argentinos   |
| 7   | 2      |  | Miguel Merentiel | Boca Juniors |
| 7   | 2      |  | Adam Bareiro     | San Lorenzo  |
| 6   | 0      |  | Santiago Castro  | Vélez        |
| 6   | 0      |  | Salomón Rondón   | River Plate  |

## Squadre qualificate alle competizioni internazionali

### Coppa Libertadores
Per quanto riguarda la Coppa Libertadores 2024 la CONMEBOL ha riservato 6 posti alle squadre argentine, 5 delle quali accederanno alla fase a gironi, mentre la restante dovrà passare per i preliminari:
- ARG 1:  River Plate - Squadra campione della Liga Profesional 2023.
- ARG 2:  Rosario Central - Squadra vincitrice della Copa de la Liga Profesional 2023.
- ARG 3:  Estudiantes (LP) - Squadra vincitrice della Copa Argentina 2023.
- ARG 4:  Talleres (C) - Prima squadra classificata nella Tabla general della stagione 2023, ad esclusione delle tre squadre precedenti.
- ARG 5:  San Lorenzo - Seconda squadra classificata nella Tabla general della stagione 2023, ad esclusione delle tre squadre precedenti.
- ARG 6:  Godoy Cruz - Terza squadra classificata nella Tabla general della stagione 2023, ad esclusione delle tre squadre precedenti.

### Coppa Sudamericana
Per quanto riguarda la Coppa Sudamericana 2024 la CONMEBOL ha riservato 6 posti alle squadre argentine:
- ARG 1:  Boca Juniors - Prima squadra classificata nella Tabla general della stagione 2023, ad esclusione delle squadre qualificate alla Copa Libertadores.
- ARG 2:  Racing Club - Seconda squadra classificata nella Tabla general della stagione 2023, ad esclusione delle tre squadre precedenti.
- ARG 3:  Defensa y Justicia - Terza squadra classificata nella Tabla general della stagione 2023, ad esclusione delle tre squadre precedenti.
- ARG 4:  Lanús - Quarta squadra classificata nella Tabla general della stagione 2023, ad esclusione delle tre squadre precedenti.
- ARG 5:  Belgrano - Quinta squadra classificata nella Tabla general della stagione 2023, ad esclusione delle tre squadre precedenti.
- ARG 6:  Argentinos Juniors - Sesta squadra classificata nella Tabla general della stagione 2023, ad esclusione delle tre squadre precedenti.